# Giardini-Naxos
Giardini-Naxos település Olaszországban, Szicília régióban, Messina megyében. Lakosainak száma 9231 fő (2023. január 1.). Giardini-Naxos Calatabiano, Taormina és Castelmola községekkel határos.

## Népesség
A település lakossága az elmúlt években az alábbi módon változott:
| Lakosok száma | 9384 | 9337 | 9231 |
|               | 2017 | 2018 | 2023 |